# 法蔵寺 (岡崎市)
法蔵寺（ほうぞうじ）は、愛知県岡崎市本宿町にある浄土宗西山深草派の寺院。山号は二村山（にそんざん）。本尊は阿弥陀如来。所在地は、愛知県岡崎市本宿町寺山1。

## 歴史
かつては、二村山出生寺と称し、法相宗の古刹であった。飛鳥時代、行基は観音菩薩像を安置し出生寺を創建した。平安時代、空海の来訪により真言宗となる。南北朝時代、竜芸上人により浄土宗に改宗し、二村山法蔵寺と改称した。その後、徳川家の始祖・松平親氏が伽藍を建立して、松平家の菩提寺とし、松平氏2代・松平泰親の長男教然は当寺で戒律を受けた。徳川家康（幼名・竹千代）が、時の住持・教翁上人に就いて、読書きを習ったという（硯箱・硯石・手本・机などが残っている）。江戸時代、妙心寺、崇福寺とともに、深草派三河三檀林のひとつとなる。

### 年表
- 寺伝によれば大宝元年（701年） 行基によって法相宗の二村山出生寺として創建されたとされる。
- 至徳2年（1385年） 教空龍芸により浄土宗の法蔵寺に改められた。
- 嘉吉元年（1441年） 松平親氏により伽藍建立。
- 天文16年（1547年） 徳川家康が伯父である住職の教翁に師事。
- 永禄3年（1560年） 家康より守護不入の特権が与えられた。
- 寛永19年（1642年） 徳川家光より朱印地82石を授かる。
- 文政9年（1826年） シーボルトが参拝。
- 明治元年（1868年） 住職の孫空義天が近藤勇の首を祀る。

## 境内
- 本堂
- 山門
- 鐘楼門
- 六角堂[6]
- 東照宮

## 文化財

### 愛知県指定有形文化財
- 銅鐸[7]

### 岡崎市指定文化財
- 絹本著色善導大師像[8]
- 絹本著色山越阿弥陀如来像[8]
- 絹本著色二十五菩薩来迎図[8]
- 絹本著色渡唐天神像[8]
- 木造聖観音菩薩立像[8]
- 利剣名号御下帷子[8]（徳川家康が三方ヶ原の戦いで着用）
- 破魔弓[8]（徳川家康愛用の弓）
- 青磁花瓶[8]
- 梵鐘[8]
- 松平蔵人佐元康制札[8]

### 岡崎市指定天然記念物
- 法蔵寺の桜[8]
- 法蔵寺のイヌマキ[8] - 樹高約12メートル、伝行基手植え。

### その他
- 松平家霊廟
  - 松平広忠墓（徳川家康の父）
  - 松平忠政墓（徳川家康の異母兄）
  - 亀姫墓（徳川家康の長女）
  - 市場姫墓（徳川家康の異母妹）
  - 矢田姫墓（徳川清康の異母妹）
- 夏目吉信墓
- 鳥居忠広(鳥井四郎左エ門)墓
- 鈴木久三郎墓
- 伝近藤勇の首塚 - 三条大橋に晒されていた首を斎藤一が奪取し、三条大橋側の誓願寺にいた孫空義天に供養を依頼し、義天の異動に伴って当寺に埋葬されたとされる。当初は世間の目もあったので、石碑は土で埋められ、無縁仏の様にしていた。
- 御草紙掛けの松 - 現在の松は2006年（平成18年）3月18日に植えられた4代目である。しかしながら、周囲の石柵は文化12年（1815年）に寄進された物である。

## 札所
- 三河新四国八十八ヶ所霊場第35番
- 三河三十三観音第12番

## ギャラリー
- 山門
- 参道
- 本堂内部
- 六角堂
- 東照宮
- 松平広忠らの墓
- 近藤勇首塚
- 法蔵寺のイヌマキ
- 御草紙掛けの松（3代目）
- 境内
- 法蔵寺から見た本宿町の風景

## 交通手段
- 名鉄名古屋本線本宿駅から徒歩約7分。